# Angelo Amato

Stema cardinalului Angelo Amato; pe panglica de sub stemă este înscrisă deviza, în limba latină: Sufficit gratia mea, în română: „Harul meu este de ajuns”.

Angelo Amato, S.D.B. (n. 8 iunie 1938, Molfetta, Apulia, Italia – d. 31 decembrie 2024, Roma, Italia), a fost un cardinal italian, prefect al Congregației pentru Cauzele Sfinților (2008-2018).

## Biografie

### Tinerețea și formarea
Angelo Amato a învățat la școala saleziană din Catania și a studiat filosofia și teologia la Roma. 

### Preot și universitar
A fost hirotonit preot la 22 decembrie 1967, pentru ordinul Salezienii lui Don Bosco (S.D.B.)
Și-a urmat studiile la Universitatea Pontificală Saleziană și la Universitatea Pontificală Gregoriană în 1968. Specialist în cristologie, a predat ca asistent la universitatea saleziană începând din 1972.
În anii 1978-1979 a fost bursier al Patriarhiei Ecumenice a Constantinopolului, la Salonic, în Grecia, la mănăstirea ortodoxă Vlatades, sediu al renumitului Institut de Studii Patristice. Concomitent, a frecventat cursuri la Universitatea Aristotel din Salonic. 
În 1988 a efectuat un an de studii la Washington în Statele Unite ale Americii, de aprofundare a teologiei religiilor.
Ulterior a predat Teologia dogmatică și a devenit consultant pentru Congregația pentru Doctrina Credinței, Consiliul Pontifical pentru Promovarea Unității Creștinilor și Congregația pentru Episcopi.
Din 1991 până în 2001 a fost prorector și vicerector al Universității Saleziene din 1991 până în 2000.

### Episcop
La 19 decembrie 2002 papa Ioan Paul al II-lea l-a numit secretar al Congregației pentru Doctrina Credinței, subordonat cardinalului Joseph Ratzinger, prefectul congregației. I-a succedat la acest post lui Tarcisio Bertone (care a devenit ulterior Cardinal Secretar de Stat). 
În data de 6 ianuarie 2003 papa Ioan Paul al II-lea l-a hirotonit episcop în Bazilica Sfântul Petru din Roma. 
A fost și membru al Academiei Pontificale Mariane Internaționale. 
La 9 iulie 2008 papa Benedict al XVI-lea, care îl cunoștea ca fost secretar al său, l-a numit prefect al Congregației pentru Cauzele Sfinților înlocuindu-l pe cardinalul José Saraiva Martins.
La 30 octombrie 2010 a celebrat în Bazilica Sf. Maria din Oradea liturghia de beatificare a episcopului Szilárd Bogdánffy, martir al Bisericii Catolice din România în timpul comunismului.

### Cardinal
A fost creat cardinal de papa Benedict al XVI-lea în consistoriul din 22 noiembrie 2010. A primit titlul de cardinal-diacon de Santa Maria in Aquiro.

## Luări de poziție
La 28 aprilie 2006, în calitate de secretar al Congregației pentru Doctrina Credinței, a cerut boicotarea Codului lui Da Vinci.

## Opera
- Angelo Amato (2000). María y la Trinidad: espiritualidad mariana y existencia cristiana. Secretariado Trinitario. ISBN 9788488643551. .
- Angelo Amato (1998). El Evangelio del Padre. Secretariado Trinitario. ISBN 9788488643414. .
- Angelo Amato, Jean Longère (2000). La Vierge dans la catéchèse, hier et aujourd'hui. Mediaspaul Editions. ISBN 9782712207960. .
- Angelo Amato (2012). I Santi, testimoni della Fede. Libreria Editrice Vaticana. ISBN 978-88-209-8766-4.
- Angelo Amato (2012). Santi e Beati. Come procede la Chiesa?. Libreria Editrice Vaticana. ISBN 978-88-209-8887-6.
- Angelo Amato (2012). Santa Ildegarda di Bingen. Libreria Editrice Vaticana. ISBN 978-88-209-8886-9.